# Basketball League Belgium
Die Basketball League Belgium war die höchste Spielklasse im belgischen Vereinsbasketball der Herren. Die ausrichtende Organisation der geschlossenen, professionellen Liga trug im mehrsprachigen Belgien die gleiche englische Bezeichnung, während die Spielklasse selbst mit Hilfe von Namenssponsoren zuletzt als Euromillions Basketball League vermarktet wurde. Der geschlossenen Spielklasse gehörten ab 2014 wieder zehn Mannschaften an.
Im Jahr 2021 wurde die Liga durch neue BNXT League ersetzt, in der Mannschaften aus den Niederlanden und Belgien spielen. In dieser neuen Liga wird auch weiterhin ein belgischer Meister gekürt, da für jedes Land zusätzlich zu den gemeinsamen Play-offs auch getrennte Play-offs für das jeweilige Land ausgetragen werden.

## Geschichte
Die höchste Spielklasse war eine geschlossene Liga ohne Auf- und Absteiger und hatte sich durch den Lizenzentzug von Mannschaften wie Euphony Bree 2008 und dem Rückzug der Gent Dragons 2012 zuletzt von zehn teilnehmenden Mannschaften auf acht reduziert. 2013 erfolgte daraufhin eine Aufstockung auf nun wieder zehn Vereine. Rekordmeister war mit 18 Meisterschaften Telenet Oostende. Lange Zeit wurde die Liga unter dem Namen des belgischen Versicherungskonzerns Ethias vermarktet, bevor 2014 die Nationallotterie als Namenssponsor übernahm und die Liga zwei Jahre als Scooore League! und ab 2016 als Euromillions Basketball League vermarktet wurde.

## Modus
Die Mannschaften spielten eine Doppelrunde im Rundenturnier (englisch Round Robin) aus, so dass bei Anzahl von acht Mannschaften jeder Verein 28 Spiele in der regulären Saison absolvierte. Anschließend wurde in Play-offs der Meisterschaftstitel ausgespielt. Bei den beiden letzten Austragungen 2011 und 2012 hatten die beiden führenden Mannschaften nach der regulären Spielzeit ein Freilos in der ersten Runde, während die Mannschaften auf den Plätzen drei bis sechs nach der Hauptrunde in einer „Best-of-Three“-Serie die beiden weiteren Halbfinalteilnehmer ausspielten. In der Halbfinalrunde gewann erneut die Mannschaft, die in maximal drei Spielen als erstes zwei Siege errungen hatte. Die Finalserie um die Meisterschaft wurde dann in einer „Best-of-Five“-Serie ausgetragen, in der die Mannschaft den Titel gewann, die als erstes drei Siege gewonnen hatte.

## Teilnehmer

### 2014
- Filou Oostende
- Belfius Mons-Hainaut
- Spirou Basket
- Kangoeroes Basket Mechelen
- Telenet Giants Antwerp
- Phoenix Brussels
- Hubo Limburg United
- VOO Liège Basket
- Stella Artois Leuven Bears
- Okapi Aalst

### Frühere Teilnehmer
- Bree BBC
- Gent Dragons
- Racing Basket Mechelen
- VOO Verviers-Pepinster

## Titelträger
| - 1928: Brüssel AC - 1929: Daring BC - 1930: Brüssel AC - 1931: Brüssel AC - 1932: Daring BC - 1933: Brüssel AC - 1934: Daring BC - 1935: Amicale Sportive - 1936: Amicale Sportive - 1937: Fresh Air BC - 1938: Fresh Air BC - 1939: Royal IV BC - 1940: ohne Austragung - 1941: ohne Austragung - 1942: Royal IV BC - 1943: ohne Austragung - 1944: ohne Austragung - 1945: ohne Austragung - 1946: Semailles BC - 1947: Semailles BC - 1948: Semailles BC - 1949: Semailles BC - 1950: Semailles BC - 1951: Semailles BC - 1952: Royal IV BC | - 1953: Royal IV - 1954: Royal IV - 1955: Hellas Gent - 1956: Antwerpse BC - 1957: Royal IV BC - 1958: Royal IV BC - 1959: Antwerpse BC - 1960: Antwerpse BC - 1961: Antwerpse BC - 1962: Antwerpse BC - 1963: Antwerpse BC - 1964: Antwerpse BC - 1965: Racing Mechelen - 1966: Racing Mechelen - 1967: Racing Mechelen - 1968: Standard Lüttich - 1969: Racing Mechelen - 1970: Standard Lüttich - 1971: Bus Fruit Lier - 1972: Bus Fruit Lier - 1973: R. Ford Antwerpse BC - 1974: Racing Mechelen - 1975: Racing Mechelen - 1976: Racing Mechelen - 1977: Standard Lüttich | - 1978: Fresh Air - 1979: Fresh Air - 1980: Racing Mechelen - 1981: Sunair BC Oostende - 1982: Sunair Oostende - 1983: Sunair Oostende - 1984: Sunair Oostende - 1985: Sunair Oostende - 1986: Sunair Oostende - 1987: Racing Maes Pils Mechelen - 1988: Sunair Oostende - 1989: Racing Maes Pils Mechelen - 1990: Racing Maes Pils Mechelen - 1991: Racing Maes Pils Mechelen - 1992: Racing Maes Pils Mechelen - 1993: Racing Maes Pils Mechelen - 1994: Racing Maes Pils Mechelen - 1995: Sunair Oostende - 1996: Spirou BC Charleroi - 1997: Spirou Charleroi - 1998: Spirou Charleroi - 1999: Spirou Charleroi - 2000: Racing Basket Antwerpen - 2001: Telindus BC Oostende - 2002: Telindus Oostende | - 2003: Spirou BC Charleroi - 2004: Spirou Charleroi - 2005: Euphony Bree - 2006: Telindus BC Oostende - 2007: Telindus Oostende - 2008: Spirou Charleroi - 2009: Spirou Charleroi - 2010: Spirou Charleroi - 2011: Spirou Charleroi - 2012: Telenet BC Oostende - 2013: Telenet BC Oostende - 2014: Telenet BC Oostende - 2015: Telenet BC Oostende - 2016: Telenet BC Oostende - 2017: Telenet BC Oostende - 2018: BC Oostende - 2019: FILOU Oostende - 2020: FILOU Oostende |

## Internationale Wettbewerbe
Die belgische Liga ist seit 1999 Mitglied der Union des Ligues Européennes de Basketball (ULEB). Für die Hauptrunde des seit 2000 bestehenden höchsten europäischen Vereinswettbewerbs EuroLeague konnte sich bislang der Spirou BC Charleroi vier Mal qualifizieren und der BC Ostende als Telindus Oostende 2001 einmal. Man kam jeweils nicht über die Vorrunde hinaus. In der zuvor bestehenden FIBA Europaliga scheiterte Racing Basket Mechelen 1994 nur knapp am Einzug in die Viertelfinal-Play-offs der besten acht Mannschaften. In den ersten Jahren des Europapokals der Landesmeister, als neben dem Titelverteidiger nur der Landesmeister und damit nur eine Mannschaft eines Landes teilnahmeberechtigt war, erreichten die belgischen Meister regelmäßig die Runde der besten acht Mannschaften. 1969 gelang der Basketballmannschaft von Standard Lüttich der Einzug in das Halbfinale der besten vier Mannschaften, in dem man gegen den Titelverteidiger Real Madrid chancenlos war.
In weiteren europäischen Wettbewerben erreichte Racing Mechelen 1973 das Finale im Korać-Cup sowie Union Quaregnon-Mons als Dexia Mons-Hainaut das Finale im FIBA EuroCup 2007/08. Ein Titelgewinn gelang jeweils nicht.